# Leptothorax duloticus
Leptothorax duloticus är en myrart som beskrevs av Wesson 1937. Leptothorax duloticus ingår i släktet smalmyror, och familjen myror. IUCN kategoriserar arten globalt som sårbar. Inga underarter finns listade i Catalogue of Life.